# Toto margot
Heritiera littoralis
Pour les articles homonymes, voir Toto et Margot.
Espèce
Statut de conservation UICN

 LC  : Préoccupation mineure

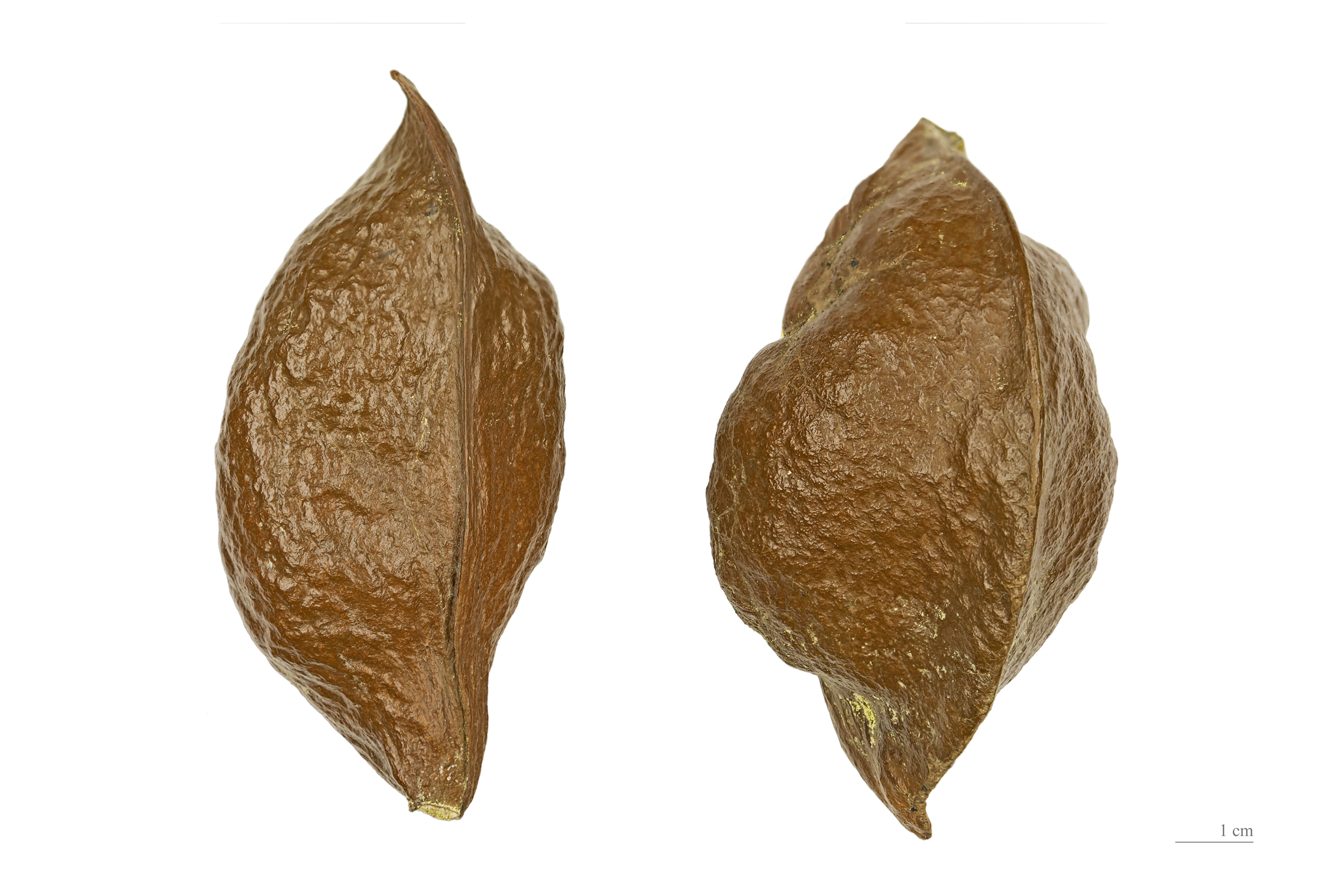
Fruit d Heritiera littoralis - Muséum de Toulouse.

Le Toto margot (Heritiera littoralis) ou Faux-badamier est un arbre poussant sur toutes les côtes de l'océan Indien de l'Afrique à l'Australie.

## Description
Le talotus philippin ou mangrove-miroir ou dugun est un arbre de taille moyenne à grande. 

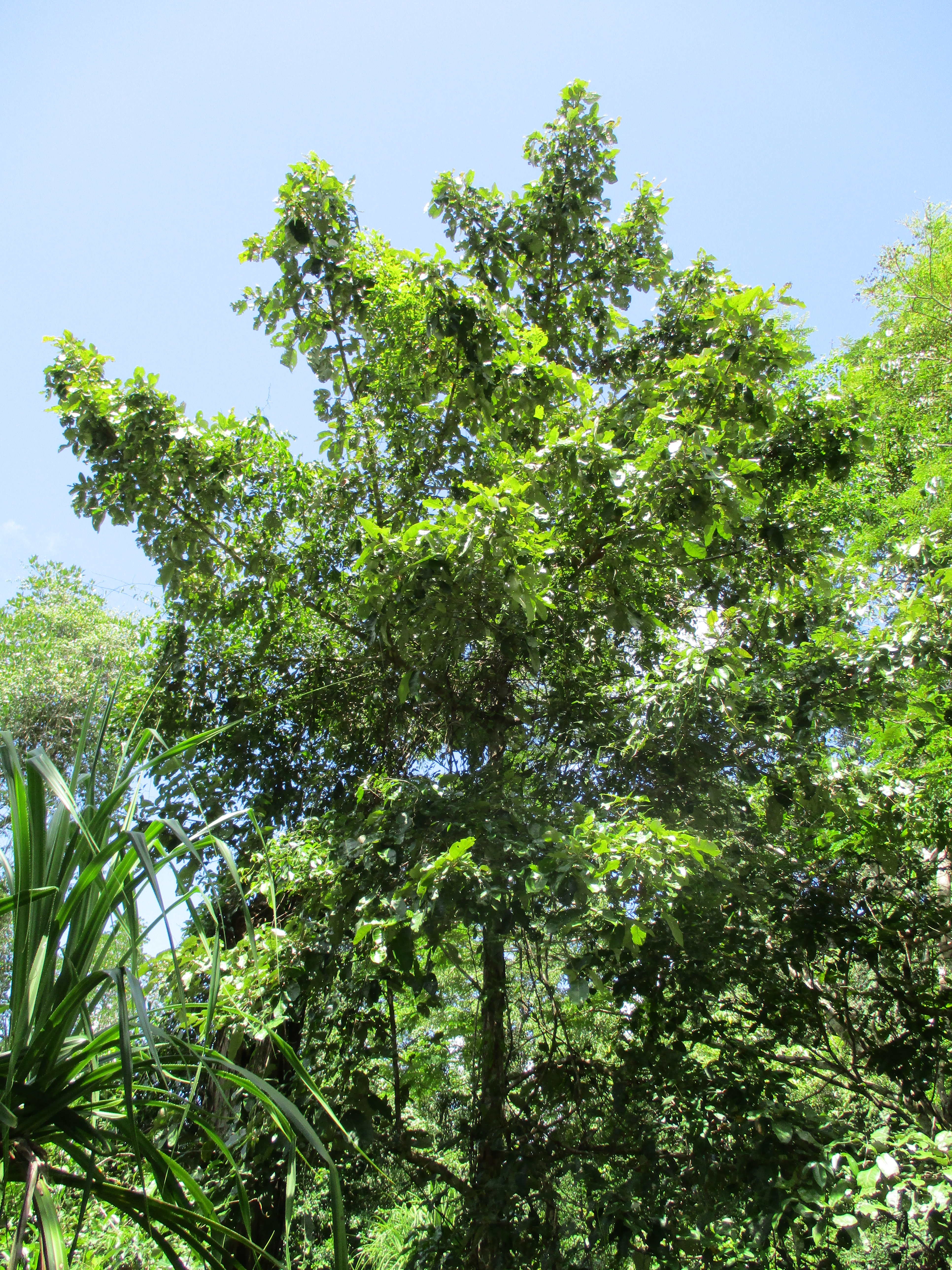
Toto margot

Il est facilement reconnaissable par les écailles argentées présentes sur la face inférieure de ses feuilles, qui apparaissent donc vert d'en haut et blanc d'en bas (la Litsea mellifera de la famille des Lauracées a le même type de feuilles).
Son fruit est une capsule ligneuse elliptique de 6 cm de long avec une carène ressemblant à une ailette. Ce fruit flotte sur l'eau avec la crête au dessus et ses graines germent rapidement dans les sols vaseux.

Toto-margot
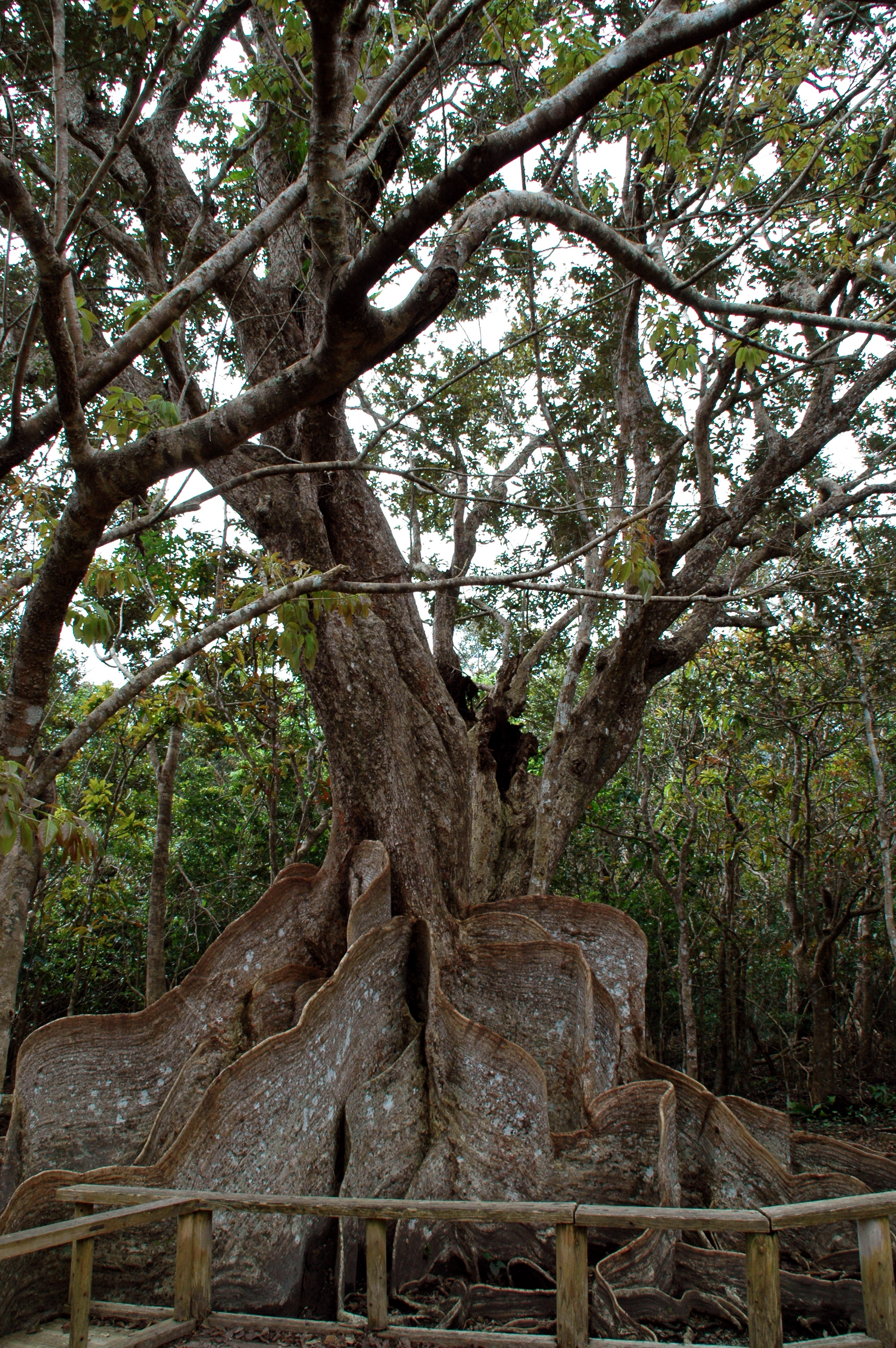
Arbre et ses contreforts en forme de ruban
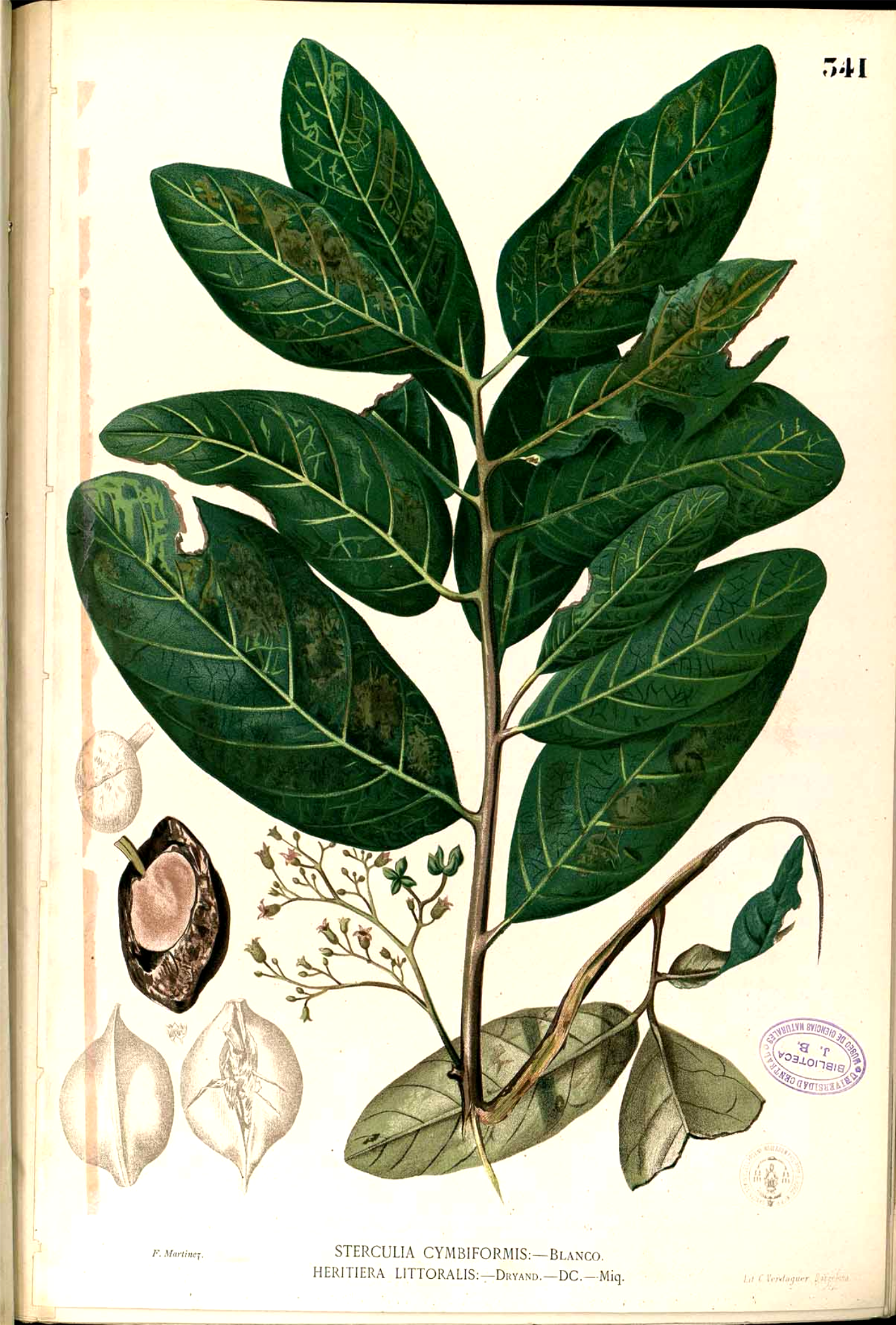
Feuilles et fruit
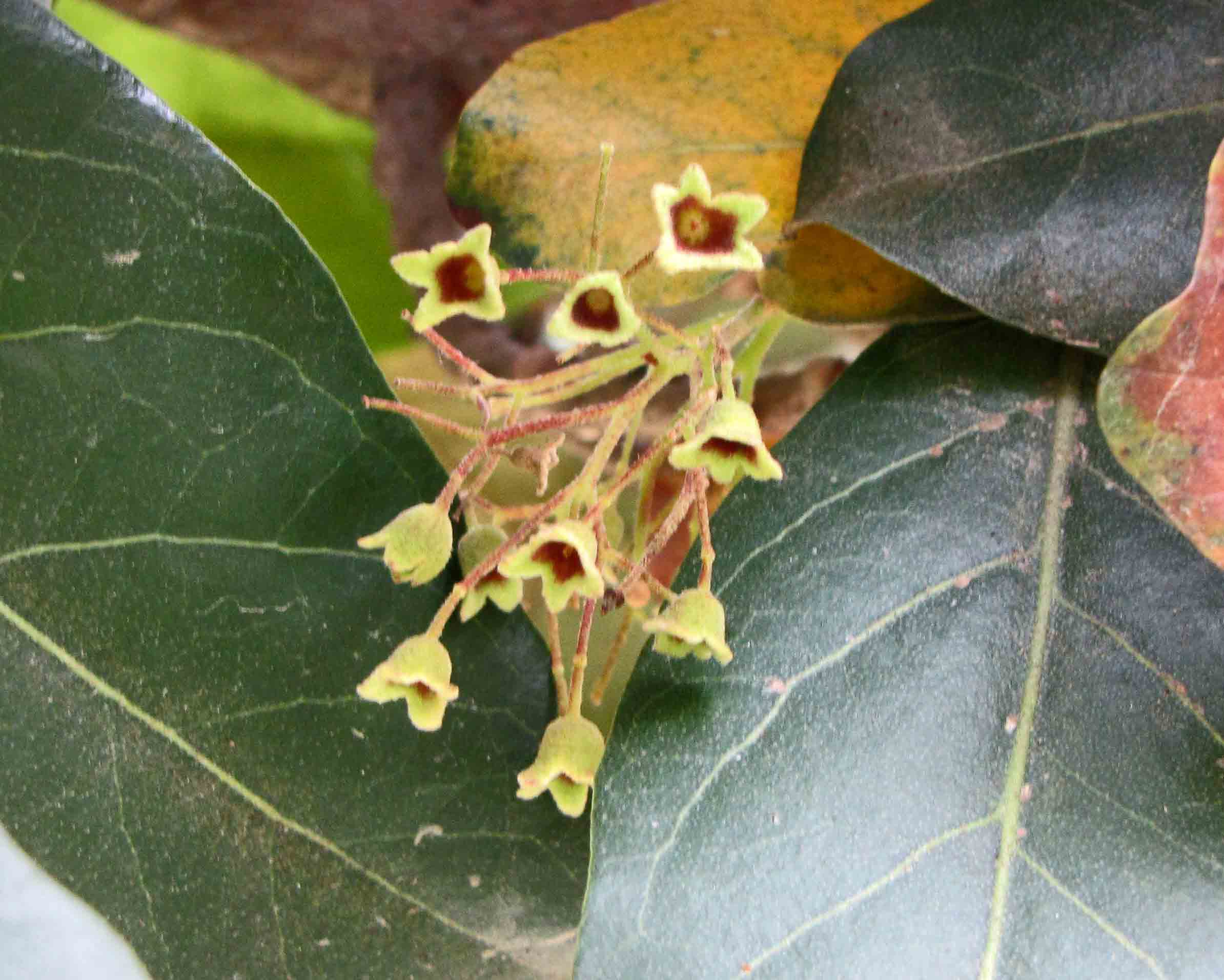
Fleurs
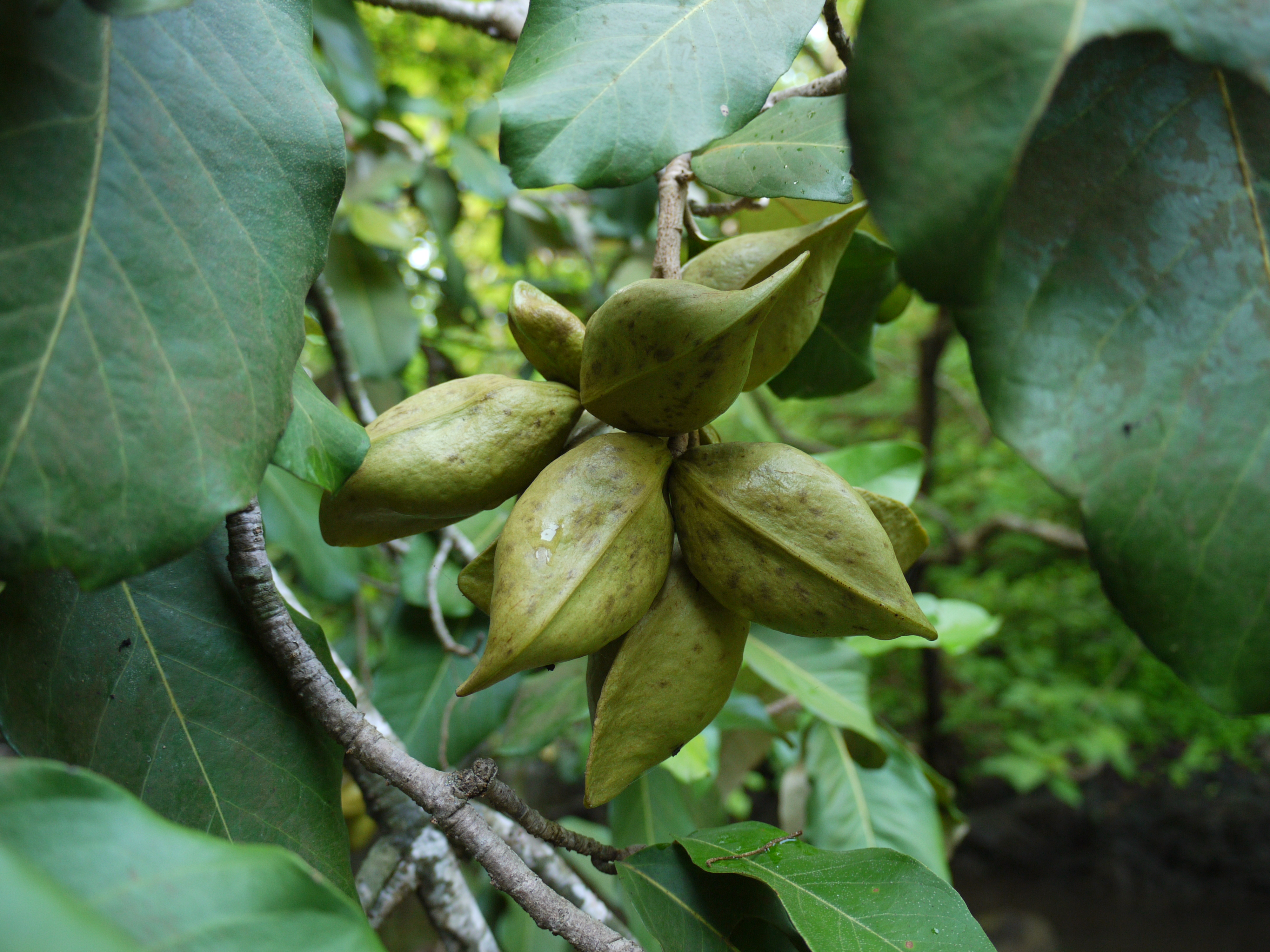
Fruits verts
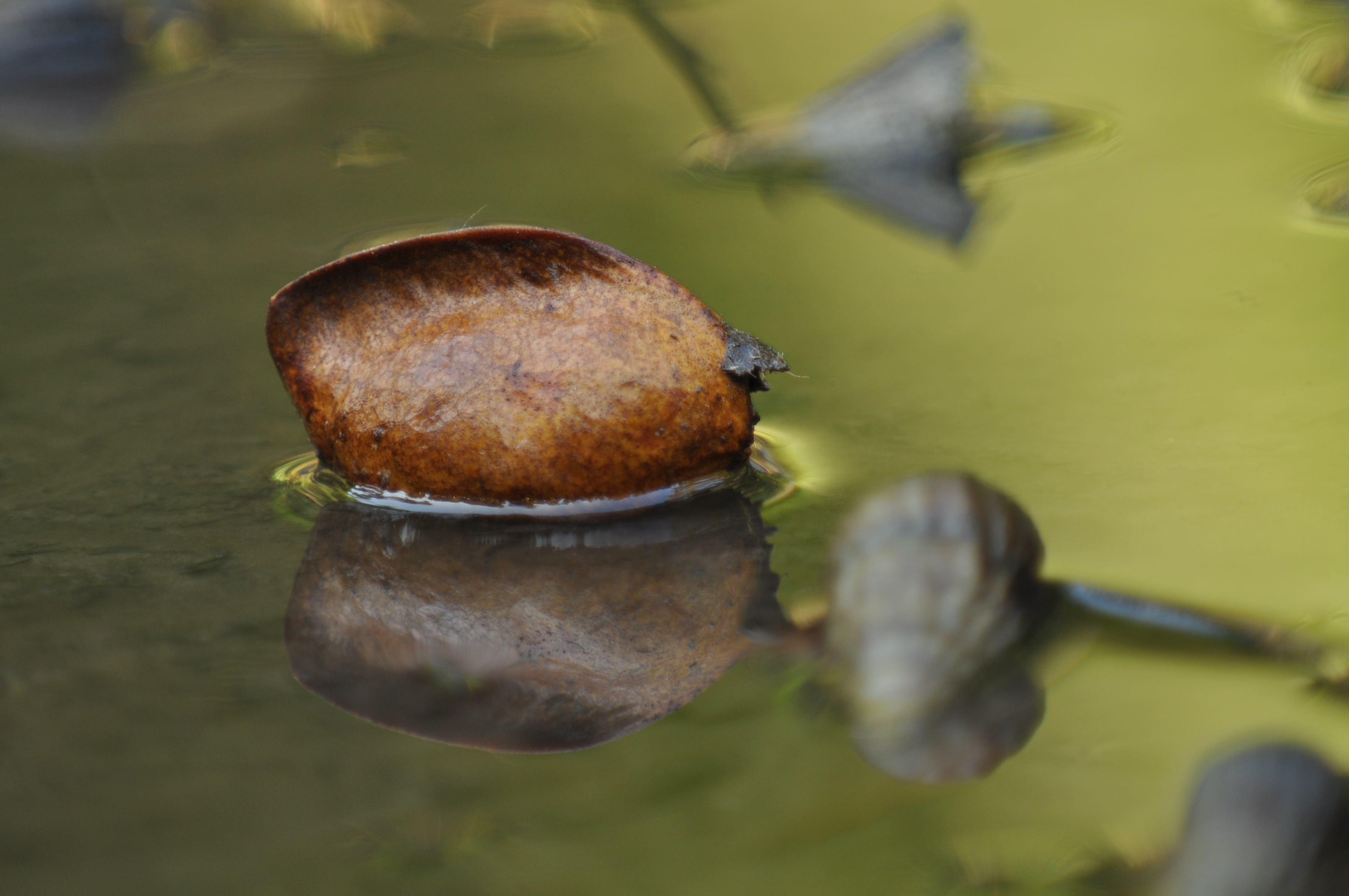
Fruit sec flottant sur l'eau, la carène en forme d'ailette au-dessus

## Répartition et habitat
On le trouve dans les zones côtières de l'Afrique orientale tropicale, du Bangladesh, de l'Inde, des Philippines et d'autres régions d' Asie du Sud-Est.
Il pousse sur toutes les côtes, dans les terrains humides, les marécages d'eau douce et au bord des mangroves.

## Utilisation
Le bois de cette espèce est apprécié pour sa ténacité, sa durabilité et sa résistance à l'eau salée. En tant que tel, il est couramment utilisé dans la construction navale et dans la fabrication de pieux, de ponts et de quais.
Le fruit des espèces du genre est utilisé dans la cuisine philippine pour neutraliser le goût de poisson du kinilaw, un plat local de poisson cru au vinaigre ou aux jus d'agrumes.  Une autre espèce utilisée de cette manière est les fruits de l'arbre tabon-tabon (Atuna racemosa). On mange aussi les graines grillées en Polynésie.